# 片山陽加
片山陽加（日语：片山 陽加，1990年5月10日—）是日本女藝人，為女子偶像團體AKB48 Team A前成員。暱稱是哈醬（はーちゃん）的片山是第三期AKB48追加成員之一。2007年4月8日開始在AKB48劇場以Team B成員之一的身分開始進行公演。Irving所屬。官方介紹上出身地標明為千葉縣，實際上是在愛知縣出生，在千葉縣長大。

## 演艺经历
2006年
- 12月3日，參加AKB48第三期AKB48追加成員甄選合格。

2007年
- 4月8日，在AKB48劇場成為旧Team B的一員。

2009年
- 2月8日，在『AKB48 TeamB 4th Stage「偶像的黎明」』公演中演唱小組曲「心愛的娜塔莎」的成員，與指原莉乃、田名部生來3人結成「Team狩人」。「Team狩人」在2010年4月16日『AKB48 TeamB 4th Stage「偶像的黎明」』公演的千秋樂解散。
- 在6月至7月舉行的AKB48第13張單曲選拔總選舉「向神發誓，動真格」中获得第28位，入選為Under Girls。
- 8月23日舉行的讀賣新聞創刊135周年記念演唱會 AKB104選抜成員組閣祭的夜公演中，同年10月發表轉移到Team A（實際轉移是2010年7月27日）。

2010年
- 在3月25日舉行的“AKB48满座祭希望 横滨Arena演唱会”的夜场演出中，宣布和佐藤亞美菜将移籍至『ATELIER DANCAN』事务所。4月14日，正式成為所屬公司的成員。
- 5月10日（20歳生日）起開設Ameba BLOG。
- 5月至6月舉行的AKB48第17張單曲選拔總選舉「向母親發誓，這是真的」中得到第37位，入選為Under Girls。

2012年
- 6月6日在「AKB48第27張單曲選拔總選舉」拿下第48名，入選Next Girls。
- 8月24日在「AKB48 in TOKYO DOME ～1830m的夢想～」演唱會上公布的第二次組閣中回到Team B，成為梅田Team B一員。

2013年
- 4月1日回歸AKS事务所。
- 6月8日在「AKB48第32張單曲選拔總選舉」拿下第34名，入選Next Girls。

2014年
- 1月1日移籍至Irving（日语：アービング (芸能プロダクション)）事务所
- 2月24日，於「AKB48集團大組閣祭」中宣布所屬隊伍由Team B轉移至Team A[1]。
- 4月14日，於AKB48 Team B劇場公演中宣布畢業。
- 9月23日，参加最后一次握手会[2]。
- 9月29日，舉行畢業公演，正式告別AKB48[3]。

## 人物
- 與同屬Team B的柏木由紀非常要好，在公演的MC與柏木由紀合稱為MKY（まじ空気読めない）【真不會看場合】。雖是1990年代平成年間出生，容貌卻生得像1980年代的「昭和偶像」，並且對昭和年間的偶像有很深入的瞭解，因此成員們以及劇場的觀眾都常常會呼叫她為「昭和」。
- 親自公開有2個摯友，都是在居住地區認識的。
- 3歳之前都居住在愛知縣，之後才遷居至千葉縣。
- 歌唱與跳舞能力都頗受好評，成員們對於她在Team B 3rd Stage「睡衣兜風」公演中「純情主義」的高速轉身最為人津津樂道。
- 經常隨身攜帶筆記本，努力收集用于MC的素材，筆記本中同時還記有各種小知識。另外點心也是隨身必備品，身上不帶著點心就會感到不安。
- 非常喜歡小孩子，對Team B最年少成員多田爱佳異常地溺愛。
- 最喜歡的食物是白米飯，每天都肯定會吃白米飯。與此相對的，並不怎麼愛吃麵包。
- 以成為豔女（日语：艶女）為目標，印象色為金色與黑色。
- 有個小她三歲的弟弟。
- 是忠實的迪士尼粉絲，平常也經常聽迪士尼動畫歌曲。
- 不能喝牛奶。[4]

## AKB48参加曲

### 單曲CD選抜曲
- 「Baby! Baby! Baby!」中收录
  - 初日
- 「大声钻石」中收录
  - 大声钻石(team B ver.) - Team B名义
- 「惊喜之泪」中收录 
  - 初日 - Team B名义
- 「RIVER」中收录
  - 无法飞翔的凤尾蝶 - Under Girls名义
- 「馬尾與髮圈」中收录
  - 被盗了的唇 - Under Girls名义
- 「無限重播」中收录
  - 泪之Sea Saw Game - Under Girls名义
- 「Beginner」中收录
  - 专属于我的Value - Under Girls名义
  - 关于你 - MINT名义
- 「機會的順序」中收录
  - 与核桃对话 - Team A名义
- 「變成櫻花樹」中收录
  - 距亲吻100英里 - MINT名义
- 「Everyday、髮箍」中收录
  - 人的力量 - Under Girls名义
- 「風正在吹」中收录
  - 缆车道 - Under Girls 百合组名义
- 「崇尚麻里子」中收录
  - 邻人不受伤 - Team A名义
- 「GIVE ME FIVE!」中收录
  - 牧羊人之旅 - Special Girls B名义
- 「仲夏的Sounds good!」中收录
  - Google+的天空
- 「格子花紋」中收录
  - DoReMiFa音痴 - Next Girls名义
- 「UZA」中收录
  - 不是正义使者的英雄 - Team B名义
- 「永遠的壓力」中收录
  - 我们的Reason
- 「So long !」中收录
  - 在哪里踩到狗屎了吗? - Team B名义
- 「再見自由式」中收录
  - 浪漫手枪 - Team B名义
- 「戀愛幸運曲奇」中收录
  - 这一次一定要心醉神迷 -  - Next Girls名义
- 「真心电流」中收录
  - Tiny T-shirt - Team B名义
- 「勇往直前」中收录
  - 恋爱什么的
- 「拉布拉多寻回犬」中收录
  - 你是反复无常的 - Team A名义

## 參加組曲
TeamB 1st Stage「青春女孩」公演
1. 雨中動物園

TeamB 2nd Stage「想见你」公演
1. 淚之湘南
2. 戀愛計劃
3. 里約的革命

※雖是全員參加組曲，但在《裙襬飄飄》以前列成員登場。
TeamB 3rd Stage「睡衣兜风」
1. 純情主義

TeamB 4th Stage「偶像的黎明」
1. 心愛的娜塔莎
2. 單戀對角線

※仁藤萌乃為中心的組曲，擔任後方舞群
TeamK 5th Stage「引体后空翻」
1. 任性的流星

※小野惠令奈的替補
THEATRE G-ROSSO 「不要讓夢想死去」公演
1. 初次的果糖

※佐藤夏希和佐藤すみれ的代演
TeamA 6th Stage「目擊者」公演
1. 仙人掌與淘金熱
2. 愛的加速器※

※高橋みなみ的Solo曲Under

## 出演

### 常態節目
- すっぴん（2007年7月8日、朝日電視台）
- すイエんサー（2009年4月7日・6月9日・7月21日、NHK教育）
- AKBINGO!（2009年7月22日 - 、日本電視台）
- AKB48神TV
  - Season2（2009年7月31日・8月7日、ファミリー劇場）
  - Season4（2010年7月4日・7月11日、ファミリー劇場）
  - Season5（2010年11月21日・11月28日・12月5日・12月12日・12月19日、ファミリー劇場）
  - Season6（2011年5月1日・5月8日、ファミリー劇場）
- 周刊AKB（2009年12月18日 - 不定期出演、東京電視台）
- 熱血BO-SO TV（2010年4月3日 - 不定期出演、千葉電視台）
- 原來如此！高校（2010年5月30日・2011年4月21日 - 不定期出演、日本電視台）
- 有吉AKB共和国（2010年8月16日・23日、TBS）
- AKB和××!（2010年11月25日・2011年1月27日 - 3月24日、讀賣電視台）
- AKB-級グルメスタジアム（2011年1月23日、食と旅のフーディーズTV）
- GIRLS NEWS ガールズポップ（2011年4月17日 - 、PigooHD）初主持
- 人脈作りバラエティー 片山陽加のスゴともっ!（2012年5月18日 - 、PigooHD）初冠名節目

### 舞台
- AKB歌劇団「∞・Infinity」（2009年10月30日 - 11月8日、THEATER G-ROSSO）
- 雨港基隆（2019年8月22日 - 8月25日、基隆文化中心演藝廳） - 飾演 林明華

### 電視動畫
- 深淵傳奇（2008年10月 - 2009年3月、毎日放送） - 饰演 女仆

### 電視劇
- 馬路須加學園（2010年1月8日 - 、東京電視台） - 飾演 昭和
- 來自櫻花的信 ～AKB48 各自的畢業故事～（2011年2月26日 - 3月6日、日本電視台）
- 馬路須加學園2 （2011年4月15日 - 7月1日、東京電視台） - 飾演 昭和

### 廣播
- AKB48 明日までもうちょっと。（2008年5月5日・6月23日・7月28日・12月29日、文化放送）
- CinDy Syndrome（2009年8月20日、ベイエフエム）
- DJ Tomoaki’s Radio Show!（2009年10月1日、下北FM）※アシスタントMC

## 書籍

### 雑誌
- iモードで遊ぼう!Vol.34（2007年4月27日發售、メディアワークス）

### Web
- 純情通り3丁目2525番地（2011年3月25日 - 毎週星期五更新、niconico動画バンブーちゃんねる）

### 電影
- 地球防衛女孩P9（2011年11月公開）

## 腳註
1. ↑  . AKB48官方網站. 2014-02-24  [2014-02-26]. （原始内容存档于2014-02-27） （日语）.
2. ↑  . AKB48官方Blog. 2014-04-14  [2014-04-14]. （原始内容存档于2014-04-16） （日语）.
3. ↑  . AKB48官方Blog. 2014-09-21  [2014-09-21]. （原始内容存档于2014-10-06） （日语）.
4. ↑  AKB和××!，2011年1月27日

## 外部連結
- AKB48官網個人介紹頁 （页面存档备份，存于）（日語）
- 片山陽加的Facebook專頁
- 片山陽加的Instagram帳戶
- 片山陽加的X（前Twitter）（日語）
- 片山陽加個人部落格 by Ameba （页面存档备份，存于）（日語）